# Список фракийских племён
Список фракийских племён включает фракийские и дакийские племена, включая, возможно или частично фракийские и дакийские племена, а также нефракийские и недакийские племена, населявшие земли, известные как Фракия и Дакия. В этих регионах также проживало большое количество древнегреческих племён, в основном в греческих колониях.

## Список
Некоторые племена и и их части назывались по-разному древними авторами, но современные исследования указывают на то, что на самом деле это было одно и то же племя. Само название фракийцы, по-видимому, является греческим экзонимом, и у нас нет возможности узнать, как фракийцы называли себя сами. Кроме того, некоторые племена, упомянутые Гомером, на самом деле не являются историческими.

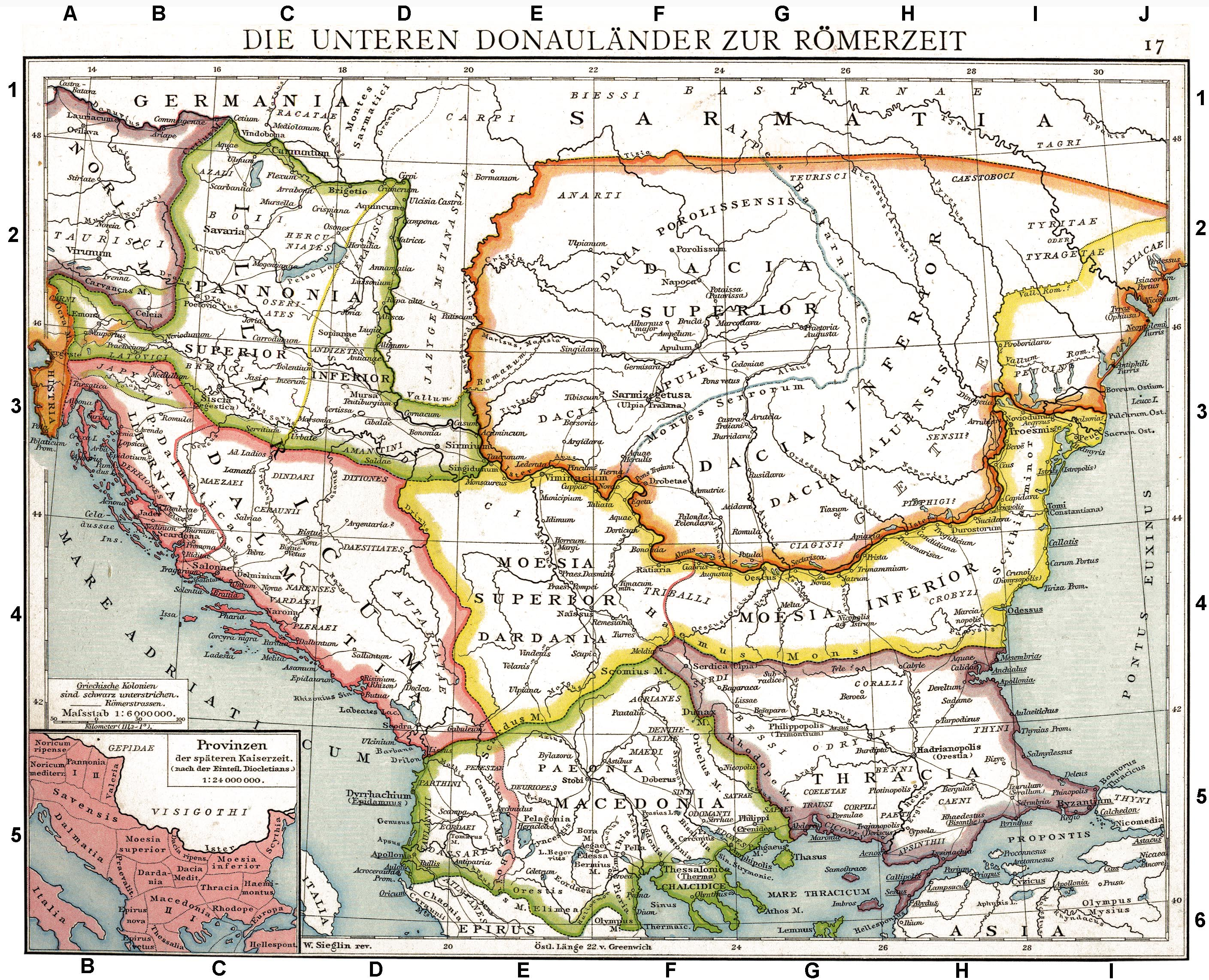
Карта племён Дакии и Фракии.
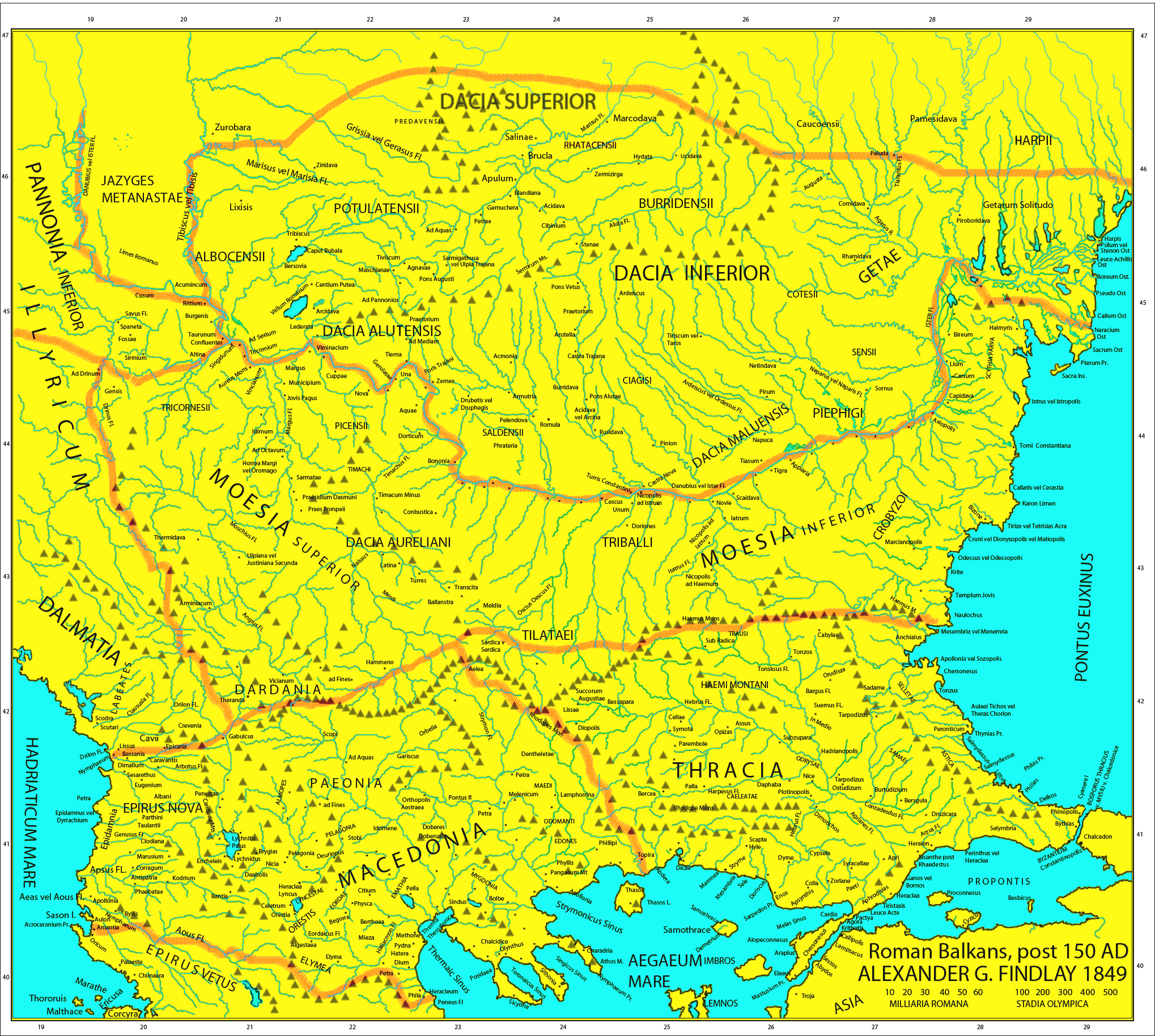
Карта племён во Фракии и Дакии (около 150 г. н.э.)
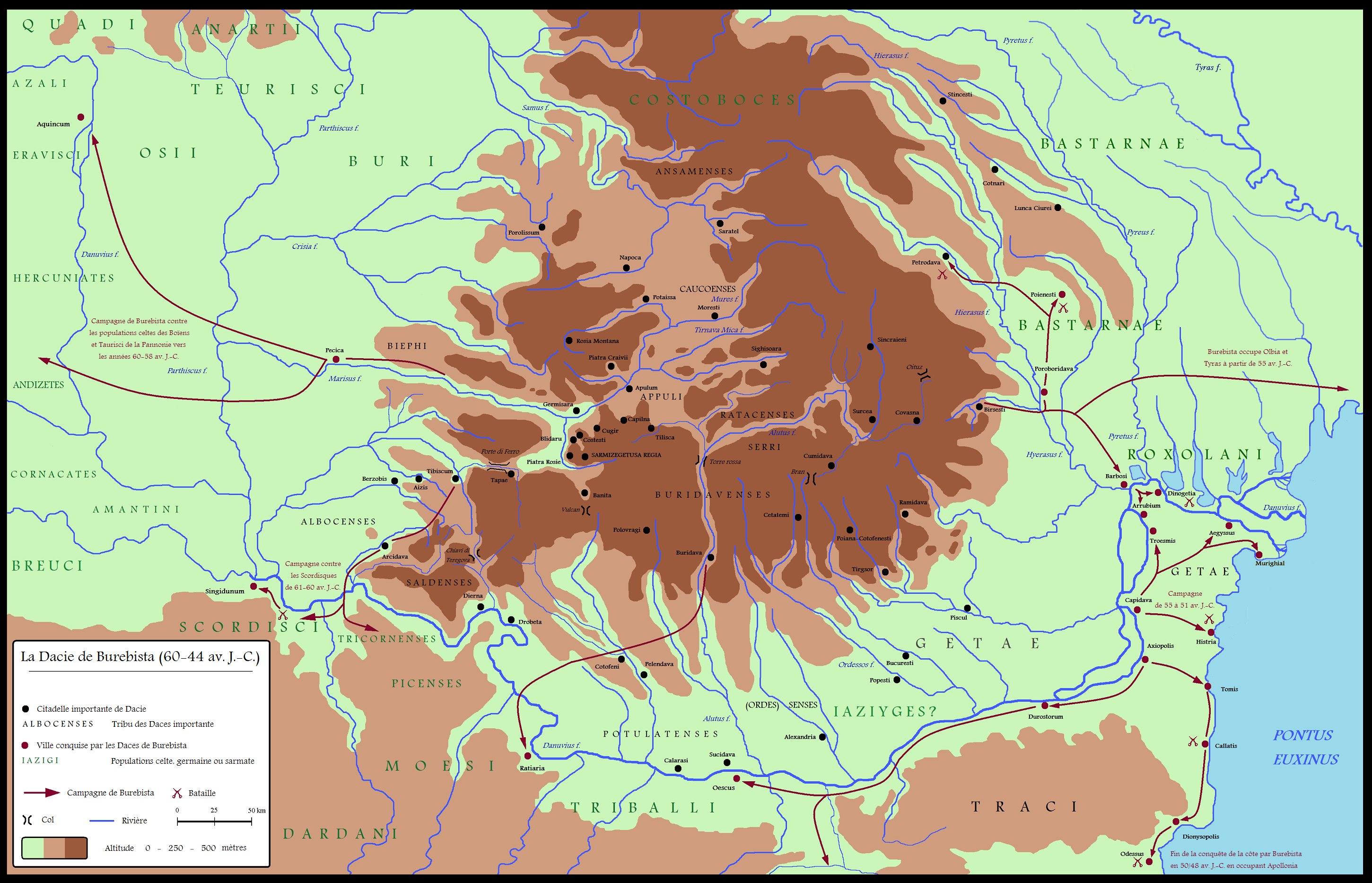
Дакийские племена.
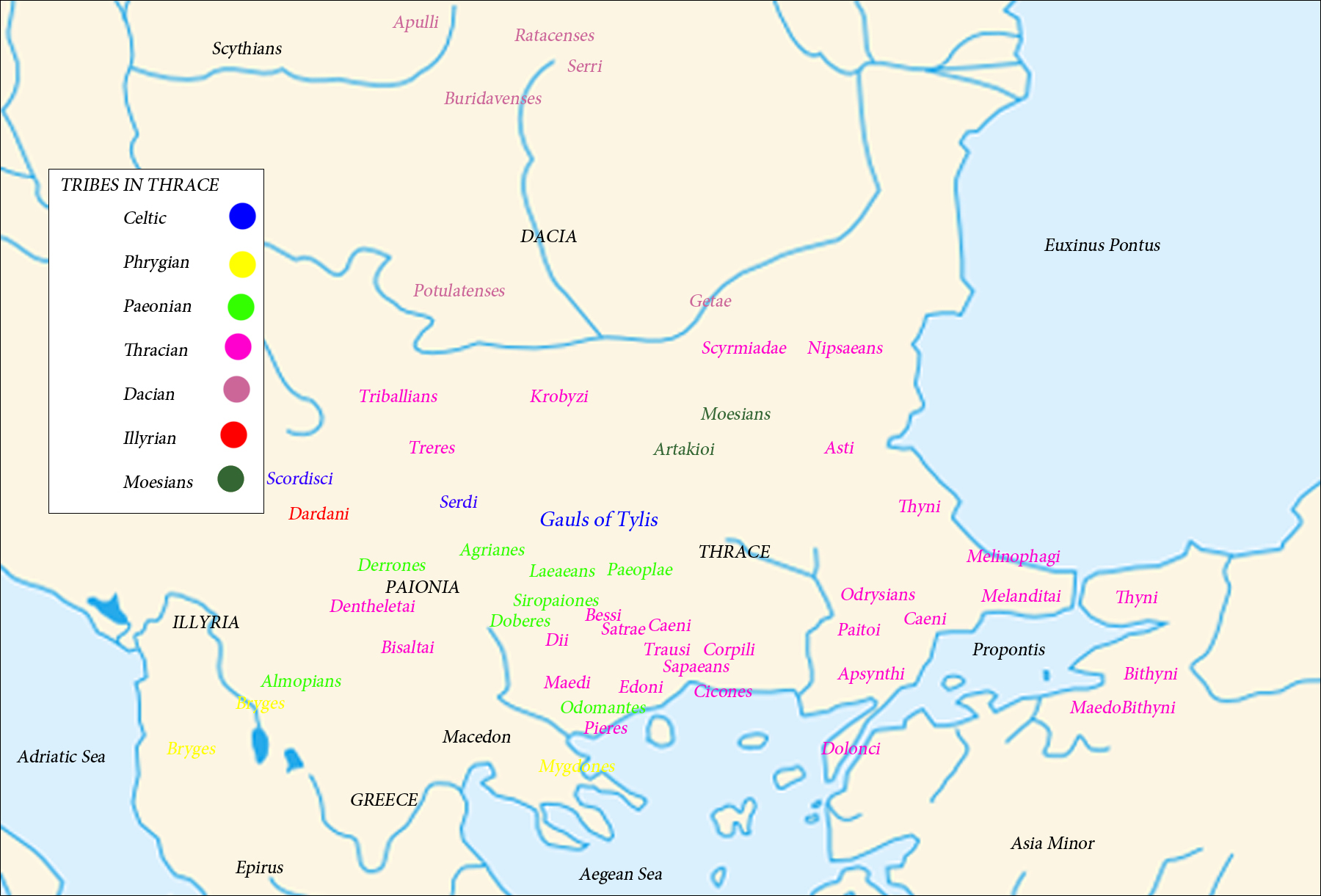
Племена Фракии и соседних регионов.

| - Агрианы - Апсинфии - Асты - Бени - Бессы - Бисальты - Бистоны - Вифины или Бытины - Брены - Крузи - Цебрении - Coelaletae - Дерсаи - Эдоны - Дентелеты - Дерронес - Дигери - Дии - Диобези - Долончи - Кайны - Киконы | - Корели - Корпили - Крестоны - Кробизы - Мадуатени - Меды - Мелинофаги - Нипсаэй - Одоманты - Одрисы - Паэты - Пиресы - Сапеи - Сатры - Синтианцы - Ситонцы - Тины - Тилатаи - Траллы - Транипсы - Траусы - Треры - Трибаллы | - Аэди - Альбоценсес - Анартии - Апули - Бифи - Бессы - Буры - Карпы - Чиагинси - Кларии - Даки - Геты - Напы - Осы - Пьефиги - Потулатенсес - Радакенсы - Сабокои - Сальденцы - Скаугды - Сучи - Тевриски - Триксы - Троглодиты | - Мёзы - Мигдоны - Фригийцы - Анарты, кельты, ассимилированные даками - Бойи - Карпи - Костобоки - Эравиши - Галлы Тилиса - Пеукини - Скордиски - Серди - Тевраски, кельты, ассимилированные даками - Агафирсы |

### Комментарии
1. ↑  Геродот, «Истории» (Книга IX. Каллиопа): «119. Эобаза, бежавшего во Фракию, захватили фракийские апсинфии и по своему обычаю принесли в жертву местному богу Плистору, а спутников его умертвили другим способом.»[4]
2. ↑  Асты появляются во Фракии во 2 веке до н.э. — 1 веке до н.э.
3. 1 2 3  Мигрировали в Малую Азию.